# Matrimonio igualitario en Vermont
El matrimonio igualitario en el estado de Vermont es legal. Actualmente se reconoce y permite dicho matrimonio a las personas del mismo sexo desde el 1 de septiembre de 2009, convirtiéndose así en el cuarto estado de los Estados Unidos en legalizar el matrimonio entre personas del mismo sexo. Vermont fue el primer estado en establecer uniones civiles. El matrimonio de parejas del mismo sexo es el resultado de un proyecto de ley aprobado en la legislatura. Las uniones civiles creadas con anterioridad a esta fecha conservarán su estatus y estas parejas tendrán la opción de entrar al matrimonio.